# حوش سنید
حوش سنید (به عربی: حوش سنید) یک منطقهٔ مسکونی در لبنان است که در شهرستان بعلبک واقع شده‌است. حوش سنید ۹۷۰ متر بالاتر از سطح دریا واقع شده‌است.